# Радлов
Ра̀длов или Ра̀длув (на полски: Radłów) е град в Южна Полша, Малополско войводство, Тарновски окръг. Административен център е на градско-селската Радловска община. Заема площ от 16,83 км2.

## Население
Според данни от полската Централна статистическа служба, към 1 януари 2014 г. населението на града възлиза на 2 773 души. Гъстотата е 165 души/км2.